# Institut für Informationswissenschaft Maribor

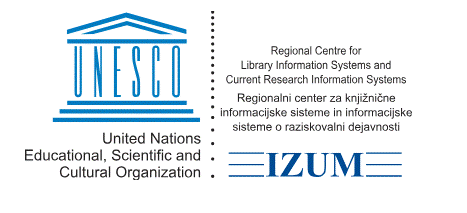
IZUM-Logo

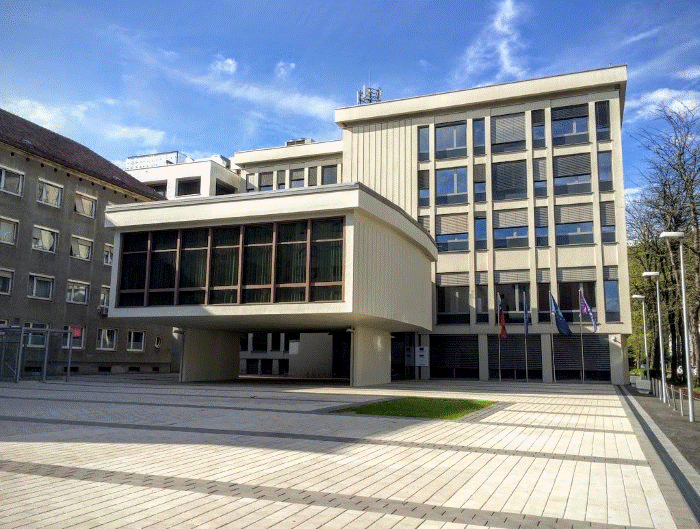
IZUM-Gebäude in Maribor

Das Institut für Informationswissenschaft in Maribor (slowenisch Institut informacijskih znanosti, Abkürzung: IZUM) ist eine öffentliche Einrichtung der Republik Slowenien, die 1992 als Informationsdienst für slowenische Wissenschaft, Kultur und Bildung gegründet worden. IZUM hat seinen Sitz in der Prešernova ulica in der Stadtgemeinde Maribor.
Die UNESCO verlieh IZUM den Status eines regionalen Zentrums für Bibliotheksinformationssysteme und Forschungsinformationssysteme, Zentrum der Kategorie II.

## Aufgaben

### COBISS
Die Aktivitäten des Instituts IZUM konzentrieren sich hauptsächlich auf die Entwicklung, den Betrieb und Dienstleistungen des slowenischen Bibliotheksinformationssystems COBISS und des länderübergreifenden COBISS-Netzwerks, das den Kern der Bibliotheksinformationssysteme in Slowenien, Albanien, Bosnien und Herzegowina, Bulgarien, Montenegro, Nordmazedonien, Serbien und im Kosovo darstellt.

### SICRIS
IZUM entwickelt und betreibt das Informationssystem zur Forschung in Slowenien – SICRIS (Slovenian Current Research Information System), das nicht nur Daten zu Forschungsorganisationen, Forschern und Forschungsprojekten enthält, sondern auch die Entwicklung ähnlicher Systeme (E-CRIS) in anderen Ländern unterstützt.

### Zugang zu internationalen Datenbanken
Auf der Grundlage von Konsortialvereinbarungen mit ausländischen E-Ressourcen-Anbietern bietet IZUM Benutzern in Slowenien kostenlosen Zugang zu verschiedenen ausländischen Datenbanken und Diensten (Web of Science, OCLC FirstSearch, ProQuest usw.).

## Finanzierung
IZUM führt seine Aktivitäten für die Nutzer in der Republik Slowenien auf der Grundlage eines jährlichen Aktionsplans durch, der hauptsächlich von der slowenischen Forschungsagentur finanziert wird. IZUM führt einen Teil seiner Aktivitäten auf der Grundlage besonderer Vereinbarungen mit direkten Nutzern oder Abonnenten der Dienste aus Slowenien und dem Ausland durch.